# Cyrtanthus inaequalis
Cyrtanthus inaequalis là một loài thực vật có hoa trong họ Amaryllidaceae. Loài này được O'Brien mô tả khoa học đầu tiên năm 1905.